# جوزيبي البرتي
جوزيبي البرتي (بالإنجليزية: Giuseppe Antonio Alberti)‏ (و. 1712 – 1768 م) هو مهندس، وعالم زراعة، ولد في بولونيا، توفي في بيروجيا، عن عمر يناهز 56 عاماً.